# Robert Surtees
Robert L. Surtees (Covington, 9 agosto 1906 – Monterey, 5 gennaio 1985) è stato un fotografo e direttore della fotografia statunitense.

## Biografia
Vinse 3 Oscar alla migliore fotografia: nel 1951 per Le miniere di re Salomone, nel 1953 per Il bruto e la bella e nel 1960 per Ben-Hur. Surtees iniziò a lavorare a Hollywood come assistente operatore di Gregg Toland alla fine del 1920, prima di trasferirsi in Germania per diversi anni, per poi fare ritorno a Hollywood.

## Filmografia

### Direttore della fotografia
- L'angelo perduto (Lost Angel), regia di Roy Rowland (1943)
- Due ragazze e un marinaio (Two Girls and a Sailor), regia di Richard Thorpe (1944)
- Missione segreta (Thirty Seconds Over Tokyo), regia di Mervyn LeRoy (1944)
- Marisa, regia di Henry Koster (1944)
- Il sole spunta domani (Our Vines Have Tender Grapes), regia di Roy Rowland (1945)
- Due sorelle di Boston (Two Sisters from Boston), regia di Henry Koster (1946)
- Licenza d'amore (No Leave, No Love), regia di Charles Martin (1946)
- Tenth Avenue Angel, regia di Roy Rowland (1948)
- La legge del cuore (Big City), regia di Norman Taurog (1948)
- Così sono le donne (A Date with Judy), regia di Richard Thorpe (1948)
- Il bacio del bandito (The Kissing Bandit), regia di László Benedek (1948)
- Atto di violenza (Act of Violence), regia di Fred Zinnemann (1948)
- Jack il bucaniere (Big Jack), regia di Richard Thorpe (1949)
- Il bacio di mezzanotte (That Midnight Kiss), regia di Norman Taurog (1949)
- Nella polvere del profondo Sud (Intruder in the Dust), regia di Clarence Brown (1949)
- Le miniere di re Salomone (King Solomon's Mines), regia di Compton Bennett e Andrew Marton (1950)
- La donna del gangster (The Strip), regia di László Kardos (1951)
- Quo vadis, regia di Mervyn LeRoy (1951)
- L'immagine meravigliosa (The Light Touch), regia di Richard Brooks (1951)
- Inferno bianco (The Wild North), regia di Andrew Marton (1952)
- La vedova allegra (The Merry Widow), regia di Curtis Bernhardt (1952)
- Il bruto e la bella (The Bad and the Beautiful), regia di Vincente Minnelli (1952)
- Cavalca vaquero! (Ride, Vaquero!), regia di John Farrow (1953)
- Mogambo, regia di John Ford (1953)
- L'assedio delle sette frecce (Escape from Fort Bravo), regia di John Sturges (1953)
- Oklahoma! (1955)
- Il cigno (The Swan), regia di Charles Vidor (1956)
- Les Girls, regia di George Cukor (1957)
- L'albero della vita, regia di Edward Dmytryk (1957)
- Ben-Hur, regia di William Wyler (1959)
- La baia di Napoli (It Started in Naples), regia di Melville Shavelson (1960)
- Cimarron, regia di Anthony Mann (1960)
- Gli ammutinati del Bounty (Mutiny on the Bounty), regia di Lewis Milestone (1962)
- La caccia (The Chase), regia di Arthur Penn (1966)
- Il favoloso dottor Dolittle (1967)
- Il laureato (The Graduate), regia di Mike Nichols (1967)
- Il silenzio si paga con la vita, regia di William Wyler (1970)
- L'ultimo spettacolo (The Last Picture Show), regia di Peter Bogdanovich (1971)
- Quell'estate del '42 (1971)
- I cowboys (The Cowboys), regia di Mark Rydell (1972)
- La stangata (The Sting), regia di George Roy Hill (1973)
- Hindenburg, regia di Robert Wise (1975)
- Due vite, una svolta (1977)
- Lo stesso giorno, il prossimo anno (1978)

### Varie
- Devotion, regia di Robert Milton - assistente operatore, non accreditato (1931)
- La mia vita per mio figlio
- Lady with a Past
- Montag russe
- La disfatta delle amazzoni
- I Loved You Wednesday
- Orizzonti di fuoco
- The Worst Woman in Paris?
- Primo amore
- Sotto pressione